# 686 Gersuind
686 Gersuind eller 1909 HF är en asteroid i huvudbältet, som upptäcktes 15 augusti 1909 av den tyska astronomen August Kopff i Heidelberg. Den är uppkalad efter karaktären Gersuind i ett verk av Gerhart Hauptmann.
Asteroiden har en diameter på ungefär 55 kilometer och den tillhör asteroidgruppen Prokne.